# 守屋正彦
守屋 正彦（もりや まさひこ、1952年 - ）は、日本の美術史学者、山梨県立博物館館長、元筑波大学教授、元山梨県立美術館学芸課長。博士（芸術学）。研究分野は武家肖像画や垂迹画などの日本近世美術史で、特に日本・東洋における儒教美術・礼拝空間についての論考が多い。
1976年、東京教育大学卒業。1978年、同大学大学院修了、山梨県立美術館学芸員。1992年、同館学芸課長。1995年、筑波大学芸術学系助教授。2004年から、同大学大学院人間総合科学研究科教授。
山梨県出身。1999年、山梨県櫛形町教育文化功労者。2002年、同町・町政功績者表彰（教育文化功労）、2018年に山梨県立博物館館長に就任。

## 著書
- 単著『すぐわかる日本の仏教美術』東京美術、2004年
- 監修『日本美術図解事典』東京美術、2004年
- 単著『近世武家肖像画の研究』勉誠出版、2003年
- 単著『すぐわかる日本の絵画』東京美術、2003年